# آبي لينكولن (عازف جاز)
آبي لينكولن (بالإنجليزية: Abe Lincoln)‏ هو عازف جاز أمريكي، ولد في 29 مارس 1907، وتوفي في 8 يونيو 2000.

## وصلات خارجية
- آبي لينكولن على موقع ميوزك برينز (الإنجليزية)
- آبي لينكولن على موقع ديسكوغز (الإنجليزية)